# Ellepijpslagader
De ellepijpslagader of arteria ulnaris is een van de twee slagaders die ontspringen uit de bovenarmslagader (arteria brachialis) en loopt aan de pinkzijde van de pols. De andere slagader is de pols- of spaakbeenslagader (arteria radialis). Beide slagaders voorzien de hand van bloed. Daardoor kan een van beide gemist worden.
De ellepijpslagader wordt soms gebruikt bij een omleidingsoperatie (bypass) van het hart, maar meestal wordt hiervoor de polsslagader gebruikt (indien er wordt gekozen voor een bloedvat uit de arm).

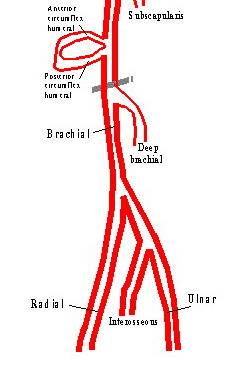
Schema slagaders onderarm